# Toner
Toner (eng. toner) u računalstvu i tiskarstvu jest praškasta boja kojom se ostvaruje ispis laserskim pisačem ili kserografskim fotokopirnim strojem. Sastoji se od čestica veličine od 5 do 30 μm. Toner može biti jednokomponentan (veće čestice, a manja kvaliteta ispisa) ili dvokomponentan, predviđen za nadopunjavanje ili u jednokratno uporabivu spremniku, a iznimno i tekuć s vrlo finim česticama (i do 1 μm), visoke kvalitete ispisa, ali složene izvedbe samoga pisača. U širem smislu, tonerom se kadšto smatra i boja za ostvarivanje ispisa drugim pisačima, na primjer tinta za tintne pisače (otopina koloranata ili disperzija pigmenata u vezivu), ili boja za sublimacijske pisače (boja na polimernom filmu).

## Vanjske poveznice
|  | Zajednički poslužitelj ima još gradiva o temi Toner |